# Pietro Fourier
Pietro Fourier (Mirecourt, 30 novembre 1565 – Gray, 9 dicembre 1640) è stato un presbitero francese, riformatore delle comunità dei Canonici Regolari di Sant'Agostino della Lorena e fondatore delle Canonichesse della Congregazione di Nostra Signora. È stato proclamato santo nel 1897 da papa Leone XIII.

## Biografia
Nato in una cittadina dei Vosgi da un'agiata famiglia di mercanti di tessuti, studiò, tra il 1578 ed il 1585 presso il collegio gesuita di Pont-à-Mousson, dove ebbe come compagni di studi Didier de La Cour (fondatore della Congregazione dei Santi Vitone e Idulfo) e Servais de Lairuels (riformatore dei Premostratensi).
Conclusa la sua formazione, entrò come novizio nell'abbazia dei Canonici Regolari di Chaumousey: fece professione di voti solenni nel 1586 e fu ordinato sacerdote a Treviri il 29 febbraio 1589. Tornò quindi a Pont-à-Mousson per approfondire gli studi teologici.
Sentendosi vocato al ministero parrocchiale, il 1º giugno del 1597 venne messo a capo della comunità del villaggio di Mattaincourt, dove rimase fino al 1632. Dovendo scegliere il nuovo insegnante della scuola del paese, Fourier si rivolse alla giovane Alix Le Clerc, sua figlia spirituale, con la quale diede vita alle Canonichesse di Sant'Agostino della Congregazione di Nostra Signora, un istituto dedito all'istruzione della gioventù che conobbe una rapida diffusione, anche fuori dalla Lorena.
Il processo di riforma della vita religiosa nel ducato avviato nel 1595 da Carlo III e dal cardinale di Lorena, aveva già coinvolto i Benedettini e i Premostratensi (la cui gestione era stata affidata rispettivamente ai già citati de La Cour e de Lairuels): per risollevare le sorti della vita spirituale dei Canonici Regolari di Sant'Agostino, Jean des Porcelets de Maillane, vescovo di Toul, si rivolse proprio a Pietro Fourier. Conformemente ai decreti del Concilio di Trento, Pietro decise di riunire le abbazie lorenesi nella Congregazione del Nostro Salvatore e di stabilire un noviziato a Lunéville: la congregazione venne approvata da papa Urbano VIII nel 1628.
Costretto a rifugiarsi nella Franca Contea a causa della Guerra dei Trent'Anni, morì nel 1640.

## Il culto
Alla propagazione del suo culto contribuirono notevolmente i religiosi delle congregazioni da lui fondate (particolarmente i canonici, che amministravano numerose parrocchie). Popolarissimo in Lorena, papa Clemente XII, con un breve del 10 gennaio 1730, autorizzò la sua beatificazione che venne celebrata il 29 gennaio successivo. È stato canonizzato da papa Leone XIII il 27 maggio del 1897.
Il Martirologio Romano fissa per la sua memoria il 9 dicembre.
Nel 1853 al posto della chiesa parrocchiale ove Pietro Fourier aveva officiato come parroco, ne venne eretta una nuova a lui dedicata, la Basilica di San Pietro Fourier.